# Telemundo Africa
Telemundo Africa é um canal africano de televisão a cabo transmitido desde 12 de agosto de 2013, pela DStv em mais de 48 países na África subsariana. De propriedade da NBCUniversal International Networks, a programação do canal dedica-se às telenovelas de língua espanhola produzidas pela Telemundo Television Studios. O canal está disponível nos idiomas inglês e português.

## Visão geral
Telemundo Africa está somente disponível para o mercado africano, com a dublagem de programação em língua espanhola em inglês para os países da África do Sul e Subsaariana, e em português para Angola e Moçambique. A dublagem em português e feita em Miami pelos estúdios The Kitchen e Universal Cinergia Dubbing. Quando o canal foi lançado em agosto de 2013, começou com as telenovelas Aurora, Rosa diamante, Mi corazón insiste en Lola Volcán e La casa de al lado.
Foi a quinta marca de canal da Universal Networks International a ser lançada na África, juntando-se ao Universal Channel, E! Entertainment Television, The Style Network, KidsCo e Studio Universal.

## Programas transmitidos
| #  | Início                  | Término                 | Título                            | Título local            | Título local                       | Capítulos | Horário (CAT) | Ref.          |
| #  | Início                  | Término                 | Título                            | Em inglês               | Em português                       | Capítulos | Horário (CAT) | Ref.          |
| -- | ----------------------- | ----------------------- | --------------------------------- | ----------------------- | ---------------------------------- | --------- | ------------- | ------------- |
| 1  | 12 de agosto de 2013    | 14 de fevereiro de 2014 | Aurora                            | Aurora                  | Aurora                             | 135       | 16:20         | [ 5 ]         |
| 2  | 12 de agosto de 2013    | 31 de janeiro de 2014   | Rosa diamante                     | Precious Rose           | Rosa Diamante                      | 129       | 17:10         | [ 6 ]         |
| 3  | 12 de agosto de 2013    | 12 de fevereiro de 2014 | Mi corazón insiste en Lola Volcán | My Heart Beats for Lola | Meu Coração Insiste na Lola Vulcão | 133       | 18:00         | [ 7 ]         |
| 4  | 12 de agosto de 2013    | 28 de março de 2014     | La casa de al lado                | Behind Closed Doors     | A Casa ao Lado                     | 165       | 18:50         | [ 8 ]         |
| 5  | 4 de novembro de 2013   | 30 de abril de 204      | Los herederos del Monte           | The Del Monte Dynasty   | Dinastia Del Monte                 | 128       | 15:30         | [ 9 ]         |
| 6  | 3 de fevereiro de 2014  | 31 de julho de 2014     | Perro amor                        | Cruel Love              | Amor Cruel                         | 129       | 17:10         | [ 6 ]         |
| 7  | 17 de fevereiro de 2014 | 15 de julho de 2014     | Pasión prohibida                  | Forbidden Passions      | Paixão Proibida                    | 107       | 16:20         | [ 10 ]        |
| 8  | 3 de março de 2014      | 8 de agosto de 2014     | Dama y obrero                     | Labour of Love          | A Dama e o Operário                | 115       | 18:00         | [ 11 ]        |
| 9  | 3 de março de 2014      | 28 de maio de 2014      | La reina del sur                  | The Queen of the South  | A Rainha do Sul                    | 63        | 21:20         | [ 12 ]        |
| 10 | 5 de maio de 2014       | 14 de outubro de 2014   | El fantasma de Elena              | Elena's Ghost           | O Fantasma de Elena                | 117       | 15:30         | [ 13 ]        |
| 11 | 9 de junho de 2014      | 17 de novembro de 2014  | Alguien te mira                   | Someone's Watching      | Observando Você                    | 121       | 19:40         | [ 14 ]        |
| 12 | 21 de julho de 2014     | 5 de maio de 2015       | Corazón valiente                  | Fearless Heart          | Coração Valente                    | 206       | 16:20         | [ 15 ]        |
| 13 | 11 de agosto de 2014    | 20 de fevereiro de 2015 | Santa diabla                      | Broken Angel            | Santa Diaba                        | 140       | 18:00         | [ 16 ]        |
| 14 | 6 de outubro de 2014    | 20 de fevereiro de 2015 | ¿Dónde está Elisa?                | Where is Elisa?         | Onde está Elisa?                   | 100       | 18:50         | [ 17 ] [ 18 ] |
| 15 | 23 de fevereiro de 2015 | 7 de de agosto de 2015  | La impostora                      | The Impostor            | A Impostora                        | 120       | 18:00         | [ 19 ] [ 20 ] |
| 16 | 27 de abril de 2015     | 6 de novembro de 2015   | Reina de corazones                | Queen of Hearts         | Rainha de Copas                    | 140       | 17:10         | [ 21 ]        |